# TKH Group
TKH Group is een Nederlands technologiebedrijf met het hoofdkantoor in Haaksbergen. Het bedrijf werd in 1930 opgericht als Twentsche Kabelfabriek. TKH Group is wereldwijd actief met bijna 7000 medewerkers en heeft vestigingen in 28 landen.

## Activiteiten
In 2024 is het bedrijf georganiseerd in drie segmenten::
- Smart Vision Systems: 2D en 3D machine visie voor fabrieksautomatisering, parkeren en beveiliging. Daarnaast bevat dit segment ook intercom en zorgdomotica activiteiten (28% van de omzet in 2024);
- Smart Manufacturing Systems: Machinebouw en fabrieksautomatisering (35%) en
- Smart Connectivity Systems: Glasvezel en onderzeekabels, onder meer voor windmolenparken (37%).

In 2024 behaalde de onderneming een omzet van 1713 miljoen euro. Hiervan werd 24% behaald in Nederland, 35% in de rest van Europa, 21% in Azië, 15% in Noord-Amerika en 5% in de rest van de wereld. De nettowinst in dit jaar was 99,5 miljoen euro.
Het bedrijf is beursgenoteerd aan de Euronext Amsterdam en is onderdeel van de AMX-Index.

## Geschiedenis
De Twentsche Kabel Holding (TKH) is in 1980 opgericht en hernoemd naar TKH Group in 2005. In 1987 werd begonnen met het produceren van glasvezelkabels en in 1999 werd hier voor ook een productievestiging geopend in Nanking in China. Een tweede glasvezelfabriek in Haaksbergen werd in 2000 geopend. In 2021 bestond TKH Group uit 139 bedrijven verspreid over 20 landen en telde ruim 6000 werknemers.
Bij de ingang van de vestiging Haaksbergen staat een voormalige loodpers, opgedragen aan alle medewerkers vanaf 1930, daar neergezet op 1 juli 1989 bij het afscheid van A.J.M. van der Lof (oprichter en directeur).
In mei 2024 verkocht TKH het bedrijfsonderdeel HE System Electronic aan Magna International. Magna is een grote toeleverancier aan de automobielindustrie. Bij HE werken 118 mensen in twee Duitse vestigingen, in Veitsbronn en Obermichelbach. In 2023 behaalde HE nog een omzet van 21 miljoen euro.
Op 19 september 2024 werd de nieuwe kabelfabriek van TKF in Eemshaven officieel geopend. De fabriek heeft een productiecapaciteit van 1200 kilometer zeekabel per jaar en de kabels worden gebruikt om de windturbines van offshore windparken onderling met elkaar verbinden. De fabriek vergde een investering van € 150 miljoen. In september 2022 werd de eerste paal geslagen en de productie begon in maart 2024.
In december 2024 meldde investeringsmaatschappij HAL dat het een aandelenbelang van 3,5% heeft gekocht in TKH Group. In februari 2025 is het belang verhoogd naar 5,2%.
Aalberts · Air France-KLM · Alfen · Allfunds · AMG · Aperam · ARCADIS ·  Basic-Fit · Corbion · CTP · Eurocommercial Properties · Fagron · Flow Traders · Fugro · Galapagos · InPost · JDE Peet's · Just Eat Takeaway · OCI · SBM Offshore · Signify · TKH Group · Van Lanschot Kempen · Vopak · WDP